# Basilique Notre-Dame-de-la-Consolation de Carey
La basilique Notre-Dame-de-la-Consolation est une église située à Carey dans l’État de l’Ohio aux États-Unis, que l’Église catholique rattache au diocèse de Toledo. La Conférence des évêques catholiques des États-Unis a désigné l’un de ses autels sanctuaire national à Notre-Dame de la Consolation.
La basilique est édifiée à proximité de l’ancienne église Saint-Édouard de la paroisse, aussi gérée par l’administration du sanctuaire. Un parc avec autel extérieur lui est également associé, permettant différents rassemblements ; il s’y déroule notamment chaque année à la mi-août un pèlerinage chaldéen.

## Historique
La ville de Carey apparaît avec l’arrivée du chemin de fer, en 1858. L’église Saint-Édouard est édifiée à partir de 1868 à l’initiative du prêtre Edward Vatmann de Findlay.
C’est le Luxembourgeois Joseph Peter Gloden, nouveau prêtre à Saint-Nicolas (en) de Frenchtown (en), qui lui associe une dévotion à Notre-Dame de la Consolation ; une réplique de la statue de Luxembourg, présentée à la cathédrale Notre-Dame — titrée ainsi en 1870 —, est translatée le 24 mai 1875.
Le prêtre John G. Mizer s’occupe de la paroisse de 1900 à 1915 ; il développe le culte, attirant au début les suspicions puis la reconnaissance de l’évêque de Toledo, Joseph Schrembs (en). Il lance la construction d’une nouvelle église, mais seules les fondations sont réalisées sous son ministère,.
La construction reprend après-guerre, en 1919 ; l’église est consacrée en 1924, et l’intérieur achevé en 1929. Un pèlerinage de mi-août se développe ; il rassemble 15 000 personnes en 1923. Des publicités sont diffusées dans les journaux, mais des critiques se font entendre, dont celles du Ku Klux Klan.
L’église est désignée basilique mineure par le pape Paul VI en 1970. La Conférence des évêques catholiques des États-Unis la désigne aussi sanctuaire national.[Quand ?]

## Illustrations

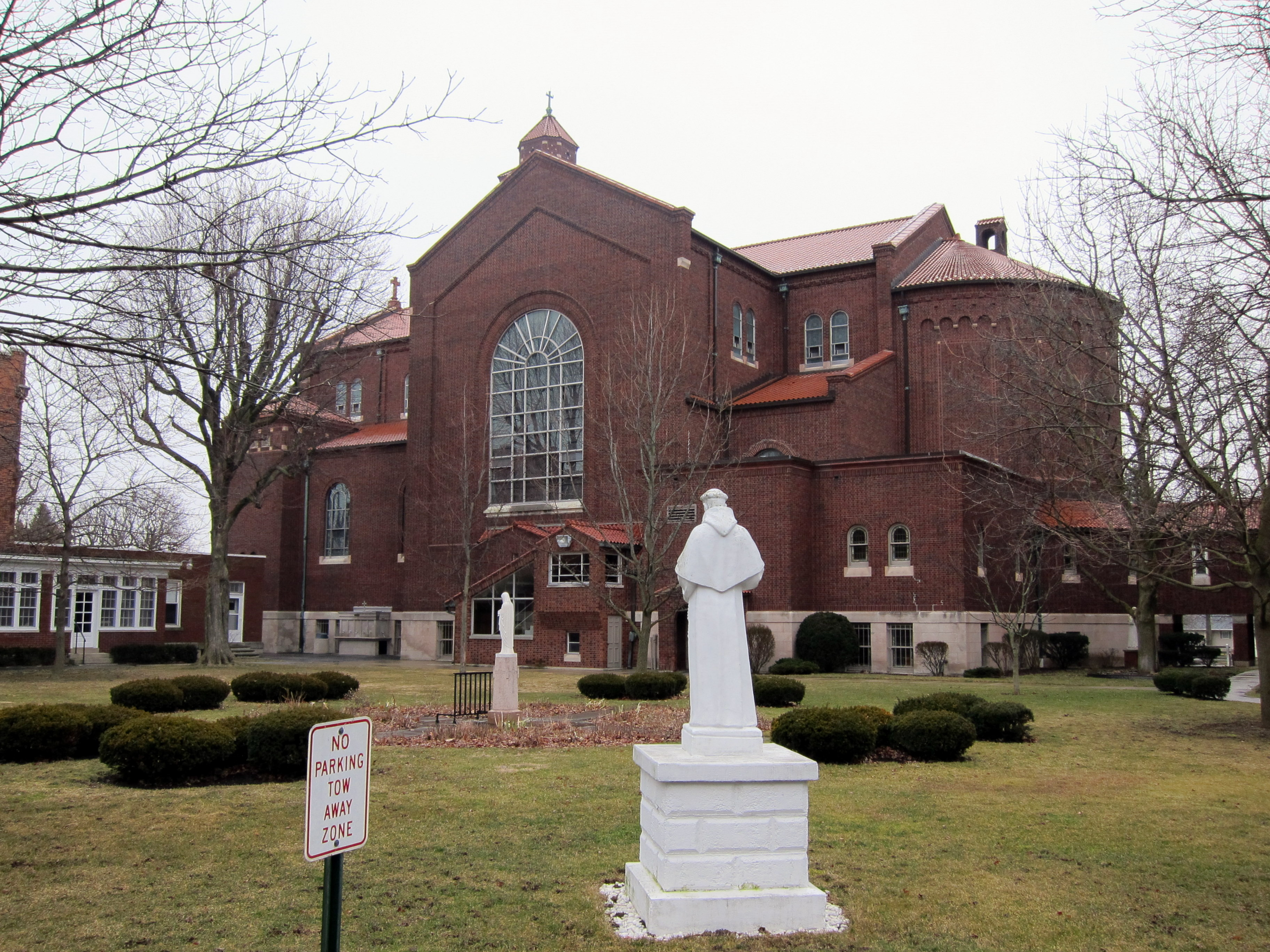
Vue extérieure latérale de la basilique.
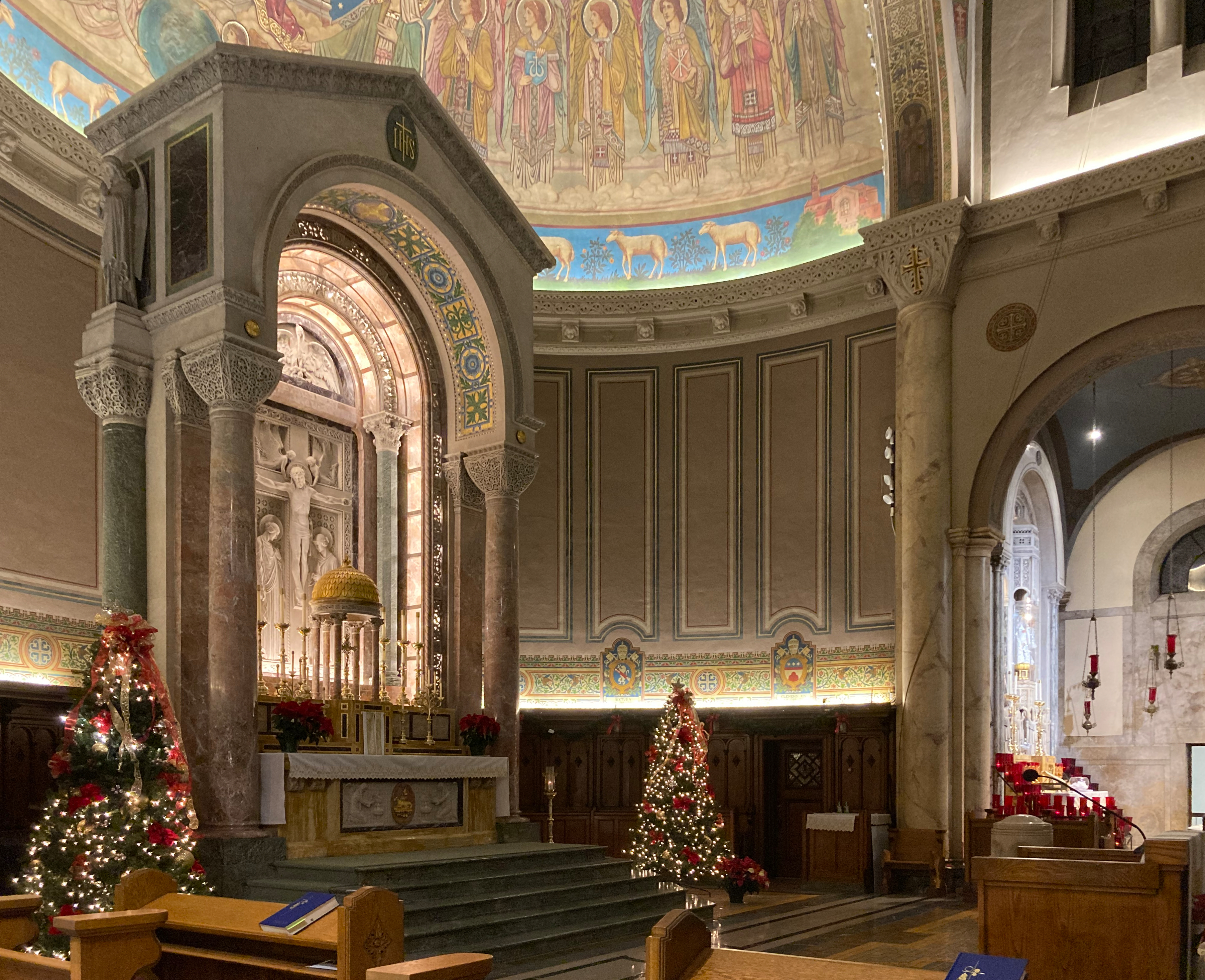
Autel principal de la basilique et à droite autel du sanctuaire.
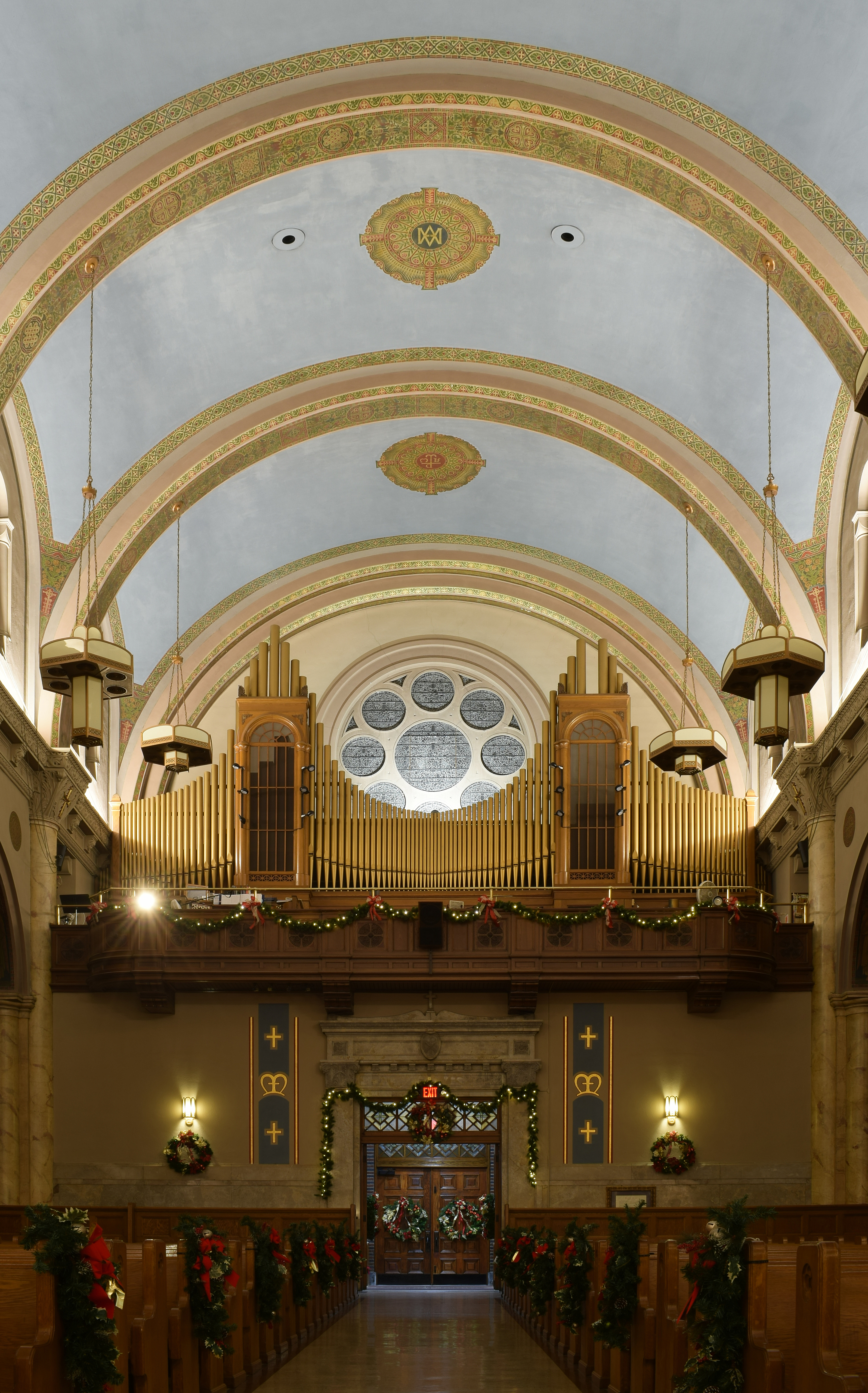
Vue de la nef de la basilique vers l’arrière — rosace et orgue.
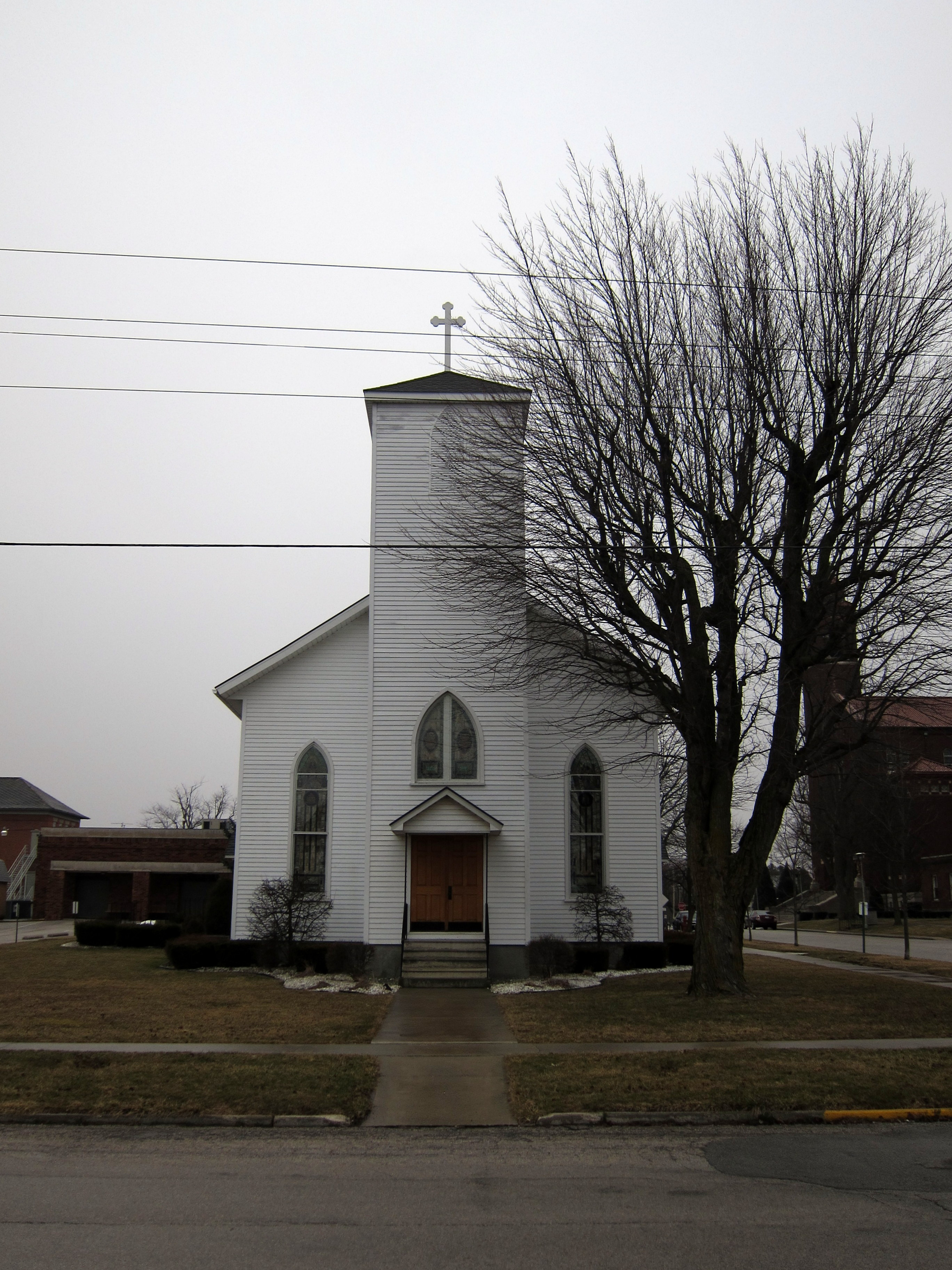
Vue extérieure de la façade de l’église Saint-Édouard.
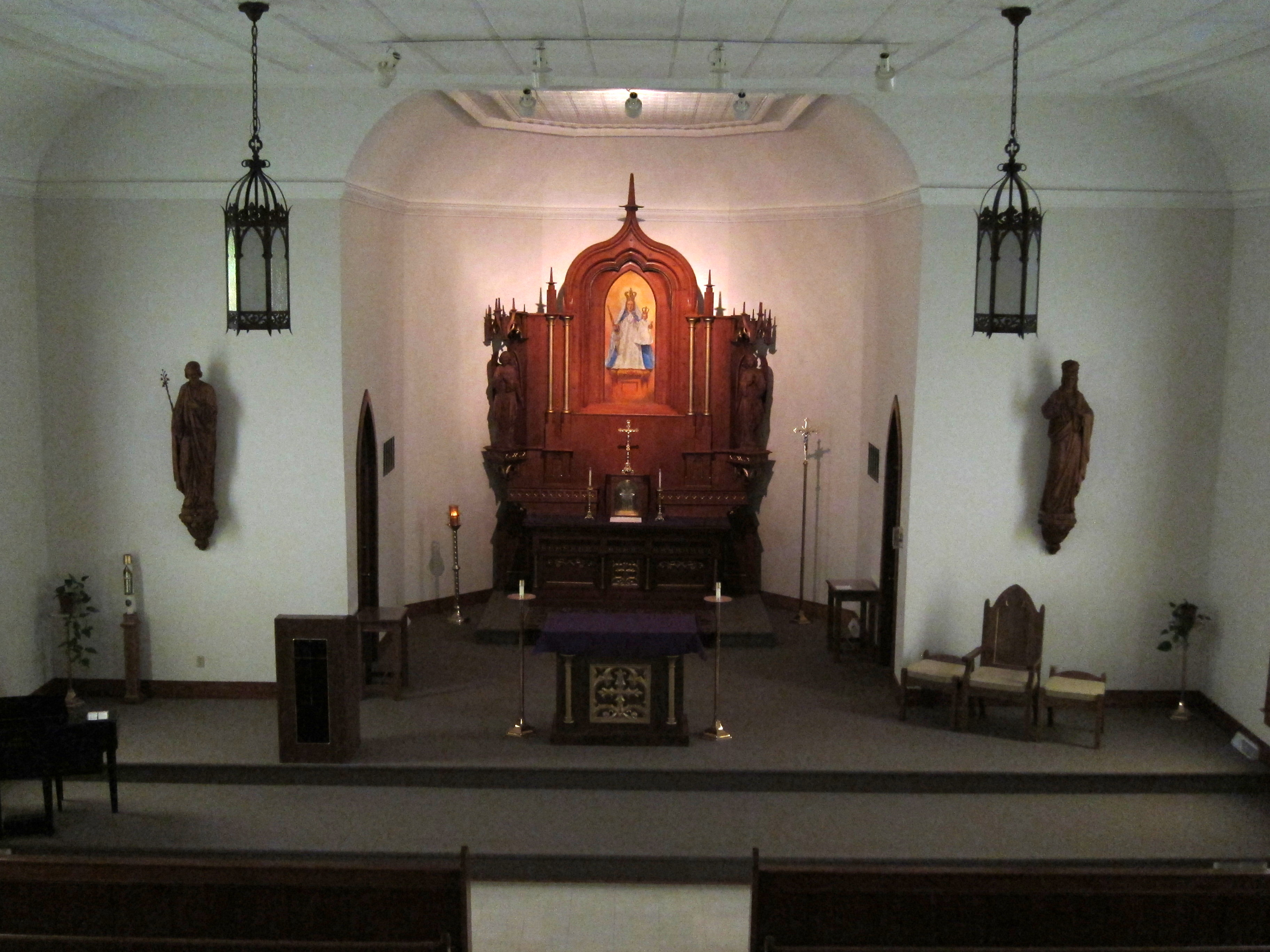
Autel de l’église Saint-Édouard.
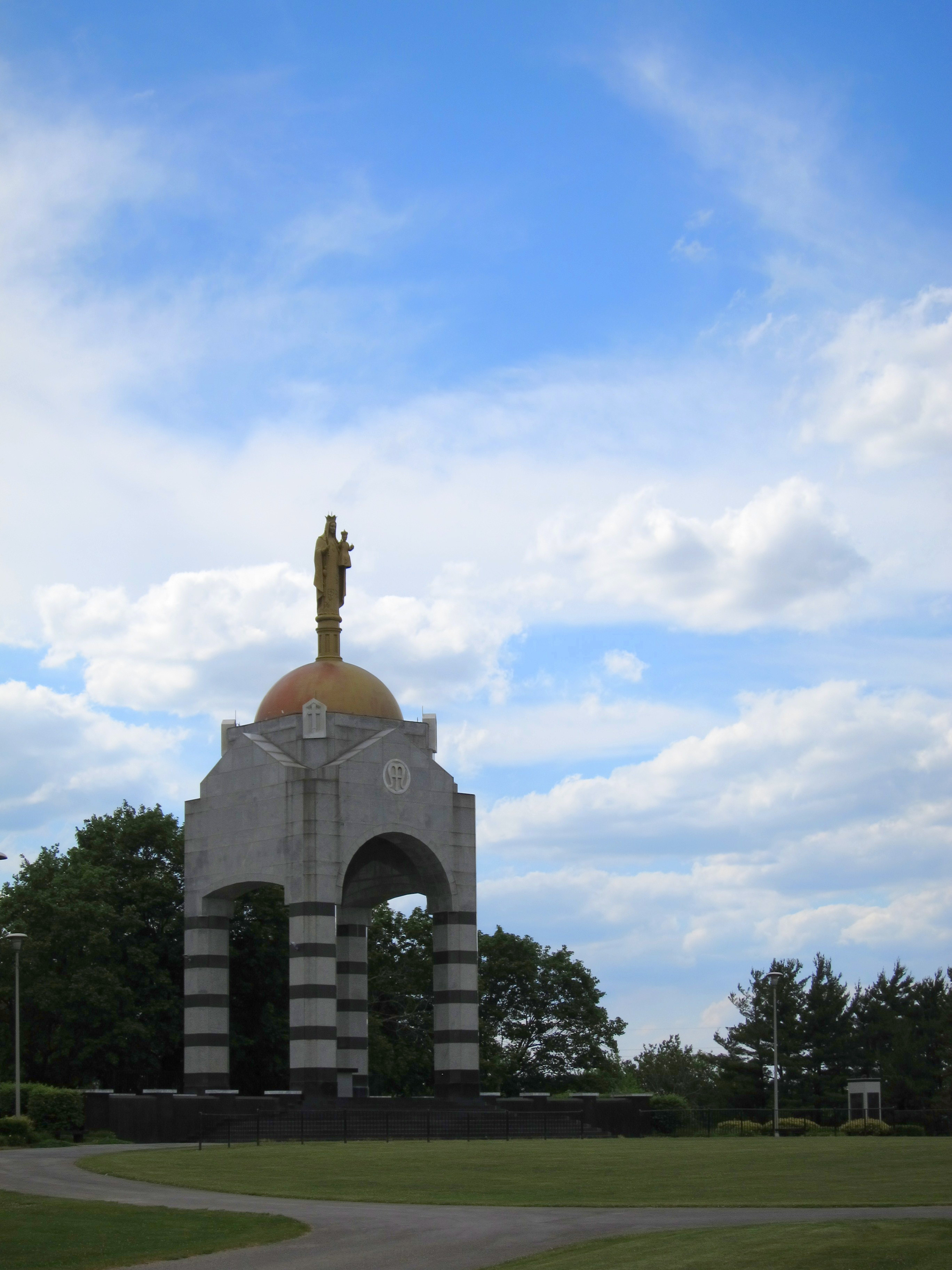
Vue de l’autel installé dans le parc associé au sanctuaire.